# Малишенко Олег Олексійович
Олег Олексійович Малише́нко (нар. 25 листопада 1905, Харків — пом. 1 лютого 1979, Київ) — український радянський архітектор і педагог, кандидат архітектури з 1972 року; член Спілки архітекторів Української РСР. Заслужений архітектор УРСР з 1975 року.

## Біографія
Народився 12 [25] листопада 1905 року в місті Харкові (нині Україна) сім'ї лікаря. У 1921 році закінчив першу трудову школу Харкова; у 1921—1923 роках навчався на робітничому факультеті Харківського вечірнього технікуму; у 1923—1925 роках відвідував землевпорядкувальні курси. У травні — листопаді 1925 року працював землевпорядником Земельного відділення Ворошиловграда, а в листопаді 1925 року — червні 1926 року — землевпорядником Земельного відділення Харкова.
Упродовж 1926—1930 років навчався на архітектурному факультеті Харківського художнього інституту, по закінченні якого отримав спеціальність архітектора-художника. Одночасно із навчанням з червня 1926 року по 1928 рік працював землеміром Межевої секції колгоспу у Харкові та у 1928—1930 роках — креслярем, техніком, інженером Планувального бюро Харківського комгоспу.
У 1930—1931 роках працював архітектором інституту Діпроміста в Харкові; з листопада 1931 року — архітектором І розряду Архітектурного сектора Діпроміста, протягом 1932—1935 років — архітектором у Діпроцивільпроєкті. У зв'язку з переведенням Діпроцивільпроєкту з Харкова, повернувся до роботи в Діпромісті, де протягом 1937—1941 років працював головним архітектором (у 1937 році нетривалий час працював у харківському відділенні Союзтранспроєкту). У 1940 році відвідував курси підвищення кваліфікації Архфонду СРСР у Ленінграді.
Після початку німецько-радянської війни в 1941 році очолював розвідку дивізіону 264-го артилерійського полку Червоної армії. Був поранений. 1942 року повернувся на службу на посаду помічника начальника будівельної колони по технічній частині в Нижньому Тагілі, а у 1942—1944 роках обіймав посаду помічника начальника колони Окремої робітничої колони Тагилбуду НКВС. Нагороджений медаллю «За відвагу» (6 листопада 1947).
З березня 1944 року по 1970 рік очолював Першу архітектурно-планувальну майстерню інституту Діпромісто. Одночасно з 1946 року працював старшим викладачем Київського художнього інституту, з 1949 року — виконувач обов'язків доцента, з 1963 року — доцент, з 1970 року — професор. Читав курс містобудування. Член КПРС з 1958 року. Помер у Києві 1 лютого 1979 року.

## Архітектурна діяльність
Серед проєктів:
- Червонозаводський парк у Харкові (1929);
- реконструкція старого міста Кривого Рогу (1930);
- проєкт кінотеатру для Кадіївки (1932; не здійснений);
- типовий житловий будинок на 12 квартир (1933);
- проєкт типового житлового будинку на 8 квартир (1933);
- типовий гуртожиток на 80 осіб (1934—1938);
- лабораторний корпус Харківського автоінституту (1934—1938);
- дача на озері Ріці (1935);
- селище Червоний Шлях у Полтаві (1935—1936);
- лазня в Гаграх (1935—1937);
- реконструкція старого міста Запоріжжя (1936);
- інтер'єри курортів Слов'янська, Миргорода (1936);
- низка проєктів забудови кварталів для селищ Донбасу (1936—1937);
- танцювальний павільйон у Краматорську (1937);
- вокзал «Колгоспна» та низка станційних споруд (1937—1938);
- селище Станкобуд у Краматорську (1939);
- індивідуальний житловий будинок для Шостки (1939);
- реконструкція та благоустрій селища Путилівки у Донецьку (1940);

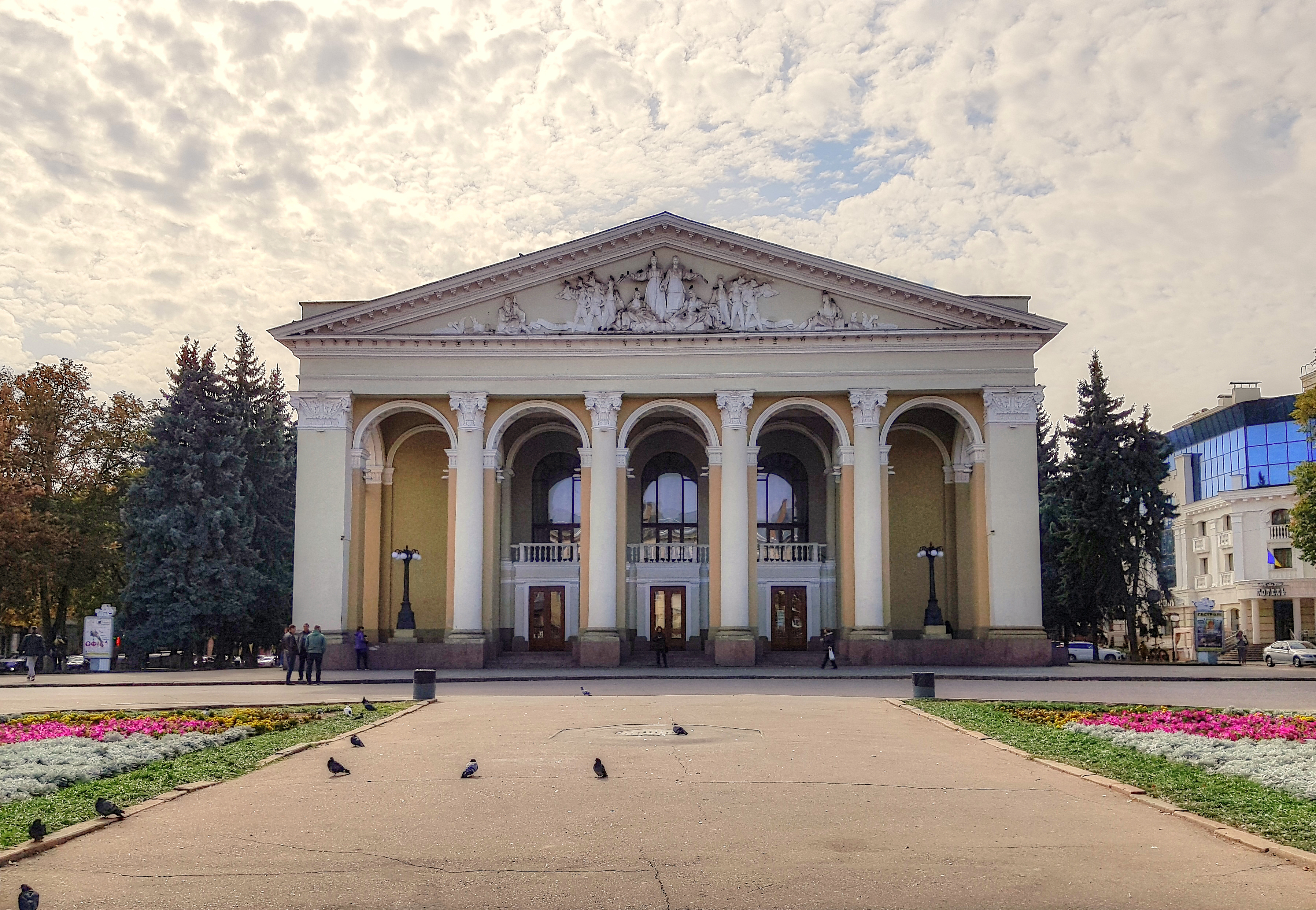
Театр у Полтаві.

- проєкт Музично-драматичного театру на 800 місць для Полтави (1952—1958; повторно був використаний для театрів Рівного, Херсону, Жданова);
- районне планування курортно-туристичного району Карпат (1960; у співавторстві);
- проєкт еталона малого міста (1961; у співавторстві).

Як містобудівник і розробник містобудівної документації з 1944 року зробив вагомий внесок у повоєнну відбудову українських міст, зокрема вулиці Хрещатика у Києві (1946), проспекту Карла Маркса (1947) та створення експериментального мікрорайону (1950) у Дніпропетровську.
Автор:
- низки генеральних планів: Луганська, Артемівська, Ворошиловська, Кадіївки, Дніпродзержинська, Красного Луча, Кременчука, Тернополя, Дніпропетровська, Полтави, Львова, села Любарців Київської області.
- зелених зон Одеси, Херсона, Миколаєва;
- приміської зони Києва;
- генеральної схеми міста Чорткова Тернопільської області.

Йому належать понад 50 наукових праць, присвячених, переважно, питанням містобудування, економіки будівництва. Серед них альбом проєктів структурних елементів зелених зон міст і робітничих селищ УРСР.